# Neuromiotonia
A síndrome de Isaacs ou Neuromiotonia é uma síndrome de hiperexcitabilidade dos nervos periféricos (HPN) que se apresenta como atividade motora contínua. Os achados clínicos incluem cãibras, fasciculações e mioquimia. O eletrodiagnóstico desempenha um papel fundamental no diagnóstico, demonstrando pós-descargas nos estudos de condução nervosa e potenciais de fasciculação, descargas mioquímicas, descargas neuromiotónicas e outros tipos de atividade espontânea anormal no exame com agulha. A etiopatogenia envolve a interação de factores genéticos, auto-imunes e paraneoplásicos, o que exige uma avaliação abrangente das causas subjacentes. O tratamento inicial é sintomático, mas a imunoterapia é frequentemente necessária e pode ser eficaz.

Nervo perifério, canais de potássio. Estes canais produzem o problema

## Introdução
A hiperexcitabilidade generalizada dos nervos periféricos (HPN) apresenta-se como uma hiperatividade muscular involuntária e contínua. A apresentação clínica pode incluir cãibras musculares, fasciculações, mioquimia (movimentos ondulatórios da superfície da pele) e pseudomiotonia (atraso no relaxamento após uma contração). As síndromes de HPN são um grupo heterogéneo de doenças. Provavelmente a mais conhecida é a síndrome de Isaacs, frequentemente designada por neuromiotonia adquirida. A síndrome de Isaacs clássica é uma doença autoimune adquirida caracterizada por espasmos musculares contínuos e mioquimia, hipertrofia muscular, perda de peso e hiperidrose. Foi descrita pela primeira vez em 1961, em 2 doentes com rigidez muscular generalizada persistente e espasmos associados a potenciais de ação espontâneos de unidades motoras na eletromiografia (EMG) de agulha. É habitualmente referida como neuromiotonia adquirida, para enfatizar a base neurogénica da atividade muscular contínua.
Existem muitas outras síndromes de HPN (ver secção Diagnóstico Diferencial). A patogénese destas síndromes é diversa, apesar de ser comum a hiperexcitabilidade nervosa, e inclui tanto doenças adquiridas como genéticas. O objetivo desta revisão é proporcionar uma compreensão da apresentação clínica, das características electrodiagnósticas, dos aspectos imunológicos e do tratamento da síndrome de Isaacs, e delinear uma estrutura para a compreensão das diversas e sobrepostas doenças da HPN.

## Epidemiologia e apresentação clínica
A heterogeneidade da síndrome clínica dificulta tentativas precisas de epidemiologia. Hart et al. estudaram 60 doentes com HPN adquirida, definida como contracções e cãibras musculares em 2 regiões do esqueleto. A maioria dos doentes apresentava também descargas miocímicas na EMG. Os homens eram mais frequentemente afetados do que as mulheres em cerca de 2 para 1. A idade média de início situava-se em meados dos anos 40. O tempo médio para o diagnóstico foi de 3-4 anos.
Os doentes com síndrome de Isaacs queixam-se tipicamente de cãibras musculares agravadas pela contração muscular voluntária. Normalmente, estão presentes espasmos musculares generalizados. A fraqueza não é um sintoma comum. Ao exame, notam-se fasciculações generalizadas e mioquimia. Trata-se de achados sobrepostos mas distintos. As fasciculações são contracções aleatórias e espontâneas de um grupo de fibras musculares que produzem movimento da pele ou da membrana mucosa sobrejacente. Em contraste, a mioquimia é um movimento ondulatório visível na superfície do músculo. A força é geralmente normal, tal como os reflexos tendinosos profundos. A perda sensorial distal pode ser observada numa minoria de doentes. A hipertrofia muscular também é observada e pensa-se que resulta de uma atividade muscular contínua. Na maioria das vezes, a hipertrofia ocorre nos músculos da barriga da perna, mas também pode ser observada nos músculos do antebraço e da mão. O grau de hipertrofia corresponde à gravidade da hiperatividade em grupos musculares individuais e é geralmente bilateral. A pseudomiotonia (relaxamento lento dos músculos após a contração voluntária) é observada em cerca de um terço dos doentes, particularmente com a preensão manual, mas também após o encerramento dos olhos e da mandíbula.4 Raramente, este pode ser o primeiro sintoma.

## Fisiopatologia
Os canais de potássio dependentes de voltagem (VGKCs) são fundamentais para a fisiopatologia da síndrome de Isaacs e de outras síndromes de HPN. Os VGKCs são compostos por 4 subunidades α transmembranares e 4 subunidades β intracelulares dispostas à volta de um poro iónico central. Os genes das subunidades α determinam a subfamília VGKC relacionada com Shaker, que tem pelo menos 8 membros em humanos (Kv1.1-Kv1.8). Para além da sua presença nos sistemas nervosos periférico e autónomo, os VGKCs ocorrem no sistema nervoso central, onde desempenham um papel importante na excitabilidade neuronal e estão associados a doenças relacionadas, como a síndrome de Morvan e a encefalite límbica (ver a secção Diagnóstico Diferencial).

### Autoimunidade
Várias observações apoiam uma patogénese autoimune:
1. Está associada a uma grande variedade de doenças autoimunes, incluindo miastenia gravis, timoma, doença de Addison, tiroidite de Hashimoto, deficiência de vitamina B12, doença celíaca e doenças do tecido conjuntivo.[8][10][13]  A miastenia gravis é particularmente comum, ocorrendo em 14%-21% dos doentes.[3][14]
2. Outros auto-anticorpos, como os anticorpos anti-recetor de acetilcolina (AChR), antigénio antinuclear (ANA), anti-estriado e anticorpos anti-descarboxilase do ácido glutâmico (GAD), podem ser observados em simultâneo com os anticorpos VGKC em 50% dos doentes com síndrome de Isaacs.[3][8][15]
3. As vacinas e as infecções foram descritas como factores desencadeantes.[16][17][18]
4. As associações com a síndrome de Guillain-Barré (GBS) e a polineuropatia desmielinizante inflamatória crónica (CIDP) levantam a possibilidade de lesões nervosas imunomediadas que conduzem à HPN, quer diretamente, quer através de mecanismos de efectores imunitários. Esses casos mostraram uma latência variável para o início dos sintomas da síndrome de Isaacs e variabilidade na associação com os anticorpos VGKC.[19]

Os auto-anticorpos contra os VGKCs ocorrem em pelo menos 38%-50% dos doentes com síndrome de Isaacs. O bloqueio dos VGKCs aumenta a excitabilidade nervosa e pode levar a descargas nervosas periféricas repetitivas, como se observa em várias doenças da HPN. Muitos doentes têm anticorpos contra mais de um subtipo de VGKC, o que explica a diversidade clínica das síndromes da HPN. Na maioria dos doentes com títulos elevados de anticorpos VGKC, os anticorpos são dirigidos contra a proteína 1 (Lgi1) activada por glioma rica em leucina e a proteína 2 associada à contactina (Caspr2)19 , proteínas que se associam aos Kv1s. A expressão da Lgi1 é muito mais fraca nos nervos periféricos do que a da Caspr2, e não foram observados anticorpos para a Lgi1 na síndrome de Isaacs. Além da neuromiotonia, outras síndromes clínicas associadas a anticorpos para a Caspr2 incluem dor crónica e também fraqueza, fasciculações e disfunção bulbar que podem imitar a doença do neurónio motor.
Os títulos dos anticorpos VGKC devem ser considerados durante a avaliação clínica. Os títulos positivos baixos (100-400 pM) devem ser vistos com cautela. Eles parecem ter relevância clínica em pacientes com síndromes de HPN, incluindo a síndrome de Isaacs, mas são mais comumente encontrados em pacientes com doenças malignas e com uma variedade de distúrbios neurodegenerativos ou que não têm uma base autoimune clara. Em contrapartida, os títulos >400 pM são mais frequentemente encontrados em doentes com encefalite límbica e outras doenças para as quais a imunoterapia pode ser benéfica.

### Associações paraneoplásicas
A síndrome de Isaacs foi descrita em doentes com doenças malignas, o que sugere que os antigénios tumorais desencadeiam uma resposta autoimune e resultam em anticorpos que reagem de forma cruzada com os canais iónicos dependentes da voltagem neuronal. Isso é consistente com o aumento da incidência de distúrbios paraneoplásicos neurológicos autoimunes em pacientes com síndrome de Isaacs. Conforme observado acima, os títulos baixos positivos de anticorpos VGKC, como observado na síndrome de Isaacs, são freqüentemente associados a doenças malignas, incluindo timoma, câncer de pulmão, linfoma de Hodgkin, plasmocitoma, linfoma linfoblástico, hemangioblastoma e cancro de ovário e bexiga, consistente com o funcionamento dos anticorpos como um marcador onconeural. Não há informações precisas sobre a freqüência de malignidade em pacientes com síndrome de Isaacs, mas Vernino et al. observaram que 16% de seus pacientes com síndromes de HPN, incluindo síndrome de Isaacs, síndrome de Morvan, síndrome de cãibra-fasciculação, doença muscular ondulante e hiperexcitabilidade focal, tinham neoplasias. Foi relatada uma forte associação paraneoplásica com anticorpos Caspr2.

### Associações genéticas e outras
Foram identificadas mutações no gene da proteína 1 de ligação a nucleótidos da tríade histidina (HINT1) no cromossoma 5q31.1 em doentes com neuropatia axonal autossómica recessiva associada a neuromiotonia (ARAN-NM). A ARAN-NM caracteriza-se por um relaxamento muscular retardado e descargas neuromiotónicas espontâneas na EMG. Setenta e seis por cento dos doentes com ARAN-NM apresentavam mutações no gene HINT1 numa série, em comparação com 11% de um grupo de doentes com neuropatia periférica autossómica recessiva hereditária ou esporádica, sugerindo que a mutação genética pode ser causal. A etiopatogénese parece ser a perda de função, possivelmente resultando na acumulação de metabolitos tóxicos. No entanto, um modelo de ratinho knockout HINT1 não apresentava polineuropatia ou miotonia, enfatizando a falta de compreensão da forma como a mutação causa PNH em humanos.
A neuromiotonia também pode ser observada em associação com doenças não imunomediadas. Há relatos de casos de associações com toxinas como chumbo e prata, com terapia com ouro para artrite reumatoide, e com polineuropatias hereditárias.

## Diagnóstico Diferencial
Outros distúrbios dos canais de potássio resultam em HPN. Os doentes com síndrome de Morvan têm achados semelhantes aos observados na síndrome de Isaacs, mas também apresentam encefalopatia, cefaleias, sonolência e alucinações. A base imunológica da síndrome de Morvan é apoiada pela sua associação com anticorpos para VGKCs e AChRs, e pela sua ocorrência com miastenia gravis, timoma, psoríase e dermatite atópica. Níveis mais elevados de títulos de anticorpos VGKC estão correlacionados com o agravamento clínico, apoiando a utilização de títulos de anticorpos em série para monitorizar a doença. A imunoterapia pode estabilizar a doença. A troca de plasma é considerada a mais eficaz, seguida de imunossupressores orais. Os doentes com encefalite límbica associada a anticorpos anti-canal de potássio podem apresentar perda de memória, confusão e convulsões, demonstrando assim algumas semelhanças com a síndrome de Morvan. No entanto, estes doentes raramente apresentam evidência de neuromiotonia, quer clínica quer electrofisiologicamente. Mutações no gene VGKC KCNA1 podem resultar em ataxia episódica tipo 1 (EA1), uma doença autossómica dominante caracterizada por ataques de ataxia generalizada e associada a neuromiotonia e mioquimia. Kinali et al. descreveram uma síndrome clínica de atraso no desenvolvimento, características dismórficas com deformidades esqueléticas, miotonia e mioquimia clínicas, aumento do tónus muscular e descargas neuromiotónicas na EMG, associada a uma mutação heterozigótica no mesmo gene. Um membro da família com EA1 tinha a mesma mutação, mostrando assim a variabilidade fenotípica das mutações neste gene.
Há uma variedade de distúrbios não associados a anormalidades nos canais de potássio que também devem ser considerados. A síndrome de Schwartz-Jampel é uma doença autossómica recessiva pouco frequente associada a mutações no gene HSPG2 que codifica o perlecan, o principal proteoglicano de sulfato de heparano das membranas basais. A apresentação inclui baixa estatura, blefarofimose (ptose com redução do tamanho das pálpebras) e condrodisplasia que se manifesta como cifoescoliose, curvatura dos ossos longos e pectus carinatum. O exame revela miotonia à percussão e reflexos deprimidos. Pulkes et al. descreveram a "neuromiotonia paroxística", caracterizada por episódios de rigidez muscular dolorosa, hiperidrose e mioquimia. Electrodiagnósticamente, os doentes apresentam descargas mioquímicas, potenciais de fasciculação e descargas duplas. Os episódios podem durar de horas a alguns dias. Não foram observados anticorpos VGKC.
Duas outras entidades clínicas que devem ser consideradas na avaliação de um paciente com possível síndrome de Isaacs são a síndrome de cãibra-fasciculação e a síndrome do músculo ondulante. Na primeira, a apresentação clínica inclui cãibras musculares, intolerância ao exercício e espasmos musculares. Os estudos de eletrodiagnóstico podem mostrar pós-descargas na estimulação nervosa repetitiva e potenciais de fasciculação no exame com agulha. No entanto, estes doentes não apresentam descargas mioquímicas e neuromiotónicas na EMG32 e não têm anticorpos VGKC. A síndrome do músculo ondulante apresenta movimentos de rolamento episódicos dos músculos após alongamento ou percussão. É causada por mutações no gene que codifica a caveolina-3 (CAV3), uma proteína associada à membrana localizada nas fibras musculares esqueléticas. Assim, a atividade motora sustentada tem origem diretamente no músculo. A EMG de rotina é normal, mas a percussão provoca explosões de atividade irregulares e decrescentes.
A síndrome da pessoa rígida é outra perturbação da atividade contínua das unidades motoras, mas o local de hiperexcitabilidade é o sistema nervoso central devido a anticorpos contra o GAD. Os doentes apresentam rigidez difusa em conjunto com ataques de contração muscular, normalmente desencadeados por estímulos externos. Os estudos de condução nervosa são normais. O exame com agulha revela disparos contínuos de potenciais de ação da unidade motora (MUAPs) de morfologia normal. Não são observadas descargas neuromiotónicas nem descargas miocímicas.

## Avaliação do doente

### Estudos hematológicos, imagiológicos, do fluido cerebrospinal e genéticos
Os níveis séricos de creatina quinase (CK) são inespecíficos e têm sido observados como normais a moderadamente elevados na maioria dos doentes, geralmente <1.000 UI/L. Os testes laboratoriais devem avaliar a autoimunidade subjacente e devem também incluir anticorpos antinucleares, fator reumatoide e anticorpos anti-células parietais, anti tiroide, síndrome de Sjögren A e B, estriado, canais de cálcio dependentes de voltagem, gliadina, GAD e AChR muscular. A verificação de anticorpos VGKC e AChR ganglionar melhora a sensibilidade, uma vez que ambos podem não estar presentes em conjunto.
Ao avaliar quais as técnicas mais úteis para os ensaios de anticorpos, os anticorpos específicos para o complexo VGKC, VGKCs (tipo P/Q e tipo N), receptores nicotínicos de acetilcolina musculares e ganglionares (α3) e GAD podem ser detectados por ensaio de radioimunoprecipitação, e os anticorpos estriatais por ensaio de imunoabsorção enzimática. O ensaio de imunoprecipitação com 125I-α-dendrotoxina para anticorpos do complexo VGKC está disponível rotineiramente e é, portanto, um teste de triagem útil para HPN autoimune. A deteção específica de anticorpos Lgi1 e Caspr2 é feita com imunofluorescência indireta de soros contra células transfectadas para expressar essas proteínas. Os testes para estes anticorpos devem ser obtidos se houver disfunção do sistema nervoso central ou neuromiotonia com timoma concomitante. É também importante notar que, em muitos casos com anticorpos para o complexo VGKC com apresentação primária no sistema nervoso periférico, os auto-antigénios alvo específicos são desconhecidos.
A possibilidade de uma malignidade subjacente deve ser explorada exaustivamente, incluindo a obtenção de um ensaio para autoanticorpos paraneoplásicos. Recomendamos também a realização de uma tomografia computorizada do tórax, abdómen e pélvis; um exame pélvico; e a realização de um exame Papanicolau e de uma mamografia nas mulheres. Nos homens, deve ser realizado um teste para o antigénio específico da próstata. Deve ser considerada a realização de uma tomografia por emissão de positrões de corpo inteiro em indivíduos com suspeita de malignidade, apesar de resultados negativos noutros exames de malignidade.
A avaliação do líquido cefalorraquidiano (LCR) não é uma parte essencial da avaliação da síndrome de Isaacs, mas pode ser utilizada para excluir outras doenças associadas. As anomalias do LCR são inespecíficas e podem incluir bandas oligoclonais e um aumento ligeiro a moderado das proteínas totais. Estes achados raramente ajudam a diferenciar os doentes com síndrome de Isaacs dos doentes com síndrome de Morvan ou com encefalite límbica associada a anticorpos dos canais de potássio, em que o LCR é frequentemente normal ou apresenta anomalias ligeiras semelhantes.
Uma vez que a síndrome de Isaacs clássica é uma doença autoimune adquirida, os estudos genéticos não são uma parte obrigatória da avaliação se os doentes apresentarem achados clínicos e electrodiagnósticos típicos. Os doentes que apresentem características de uma das síndromes genéticas descritas na secção Diagnóstico Diferencial devem ser submetidos a testes genéticos adequados.

### Eletrodiagnóstico
Os estudos de condução nervosa sensorial e motora, incluindo as respostas tardias (ondas F e reflexos H), são geralmente normais nos doentes com síndrome de Isaacs, exceto as pós-descargas nos estudos de condução nervosa motora. Estas podem obscurecer as respostas tardias. O aumento do ganho do amplificador e a diminuição da velocidade de varrimento podem permitir uma melhor visualização destas descargas. A especificidade e sensibilidade das pós-descargas na identificação de doentes com HPN foi investigada por Benatar e colegas. A estimulação supramáxima repetitiva de um nervo periférico a 10 Hz foi 79% sensível e 88% específica para identificar doentes com HPN. A EMG de fibra única não revela anomalias de diagnóstico e não precisa de ser efectuada, a menos que exista a preocupação de um defeito de transmissão neuromuscular, como a miastenia gravis.
O exame com agulha dos doentes com síndrome de Isaacs, tal como observado pela primeira vez por Denny-Brown e Foley, é caracterizado por explosões irregulares de descargas com elevadas frequências intraexplosivas. Estes achados podem incluir descargas neuromiotónicas e mioquímicas, duplos ou triplos ou múltiplos, potenciais de fasciculação, potenciais de fibrilação e descargas de cãibras, que podem ocorrer espontaneamente ou podem ser activadas por contração muscular voluntária. As anormalidades ao exame de agulha são mais proeminentes nos músculos distais dos membros. As descargas neuromiotónicas consistem em rajadas irregulares de MUAPs a uma frequência de 150-300 Hz. Podem ser espontâneas ou provocadas pelo movimento da agulha ou pela contração muscular. As descargas miocímicas são compostas por disparos espontâneos, rítmicos e repetitivos agrupados de um único MUAP por um curto período (alguns segundos ou menos) a uma taxa uniforme de 2 a 60 Hz, seguidos por um curto período (até alguns segundos) de silêncio e, em seguida, a recorrência do burst em intervalos regulares. Duplos, triplos e múltiplos são grupos de 2, 3, 4 ou mais MUAPs do mesmo tamanho e morfologia, gerados pelo mesmo axónio. Podem não ser rítmicos. Os MUAPs são geralmente de amplitude e duração normais. Na neuromiotonia, há uma contração muscular persistente, com ou sem aumento pós-exercício, ao passo que na mioquimia, há contracções musculares sem contracções musculares sustentadas, tal como acontece na neuromiotonia.
A porção distal do nervo é classicamente considerada como o local gerador de impulsos na síndrome de Isaacs, porque as descargas foram originalmente abolidas pelo bloqueio da junção neuromuscular, mas não pelo bloqueio do nervo proximal. No entanto, outros estudos mostraram que o bloqueio do nervo proximal pode resultar na eliminação parcial das descargas, indicando irritabilidade em diferentes níveis do sistema nervoso periférico.

### Biópsia muscular
Os achados da biópsia muscular são muito diversos e geralmente inespecíficos, incluindo músculo normal, atrofia das fibras do tipo 2 e agrupamento do tipo de fibras com atrofia neurogénica e reinervação. A microscopia eletrónica revela ausência ou diminuição das vesículas sinápticas que transportam vários neurotransmissores e fendas sinápticas amplas e hipertróficas. O nervo periférico pode não apresentar alterações histológicas, ou pode apresentar diversos achados, incluindo desmielinização de grandes fibras nervosas, desmielinização segmentar e degeneração axonal. Rubio-Agusti et al. observaram alterações miopáticas com sinais de inflamação, mas os seus doentes tinham uma ampla apresentação de HPN, incluindo axonopatia motora. Devido à grande variabilidade e à falta de especificidade, não recomendamos a biópsia muscular ou nervosa como parte da avaliação de rotina de doentes com suspeita de síndrome de Isaacs. O valor de uma biópsia reside na sua capacidade de identificar um diagnóstico alternativo quando existe uma suspeita clínica adequada.

## Tratamento
Se não for identificada nenhuma doença maligna subjacente, o tratamento inicial deve ser sintomático e não imunomediado. Não existem medicamentos aprovados pela Food and Drug Administration para o tratamento sintomático da neuromiotonia adquirida. Todos os fármacos são utilizados de forma não autorizada (off label), à discrição do médico, geralmente em doses indicadas para as suas utilizações aprovadas noutras doenças. Os medicamentos que se ligam aos canais de sódio têm sido utilizados com algum sucesso. A carbamazepina demonstrou ser eficaz. A fenitoína também tem sido utilizada com sucesso variável em doses de 300 mg/dia ou superiores, conforme tolerado. A utilização de gabapentina para o controlo sintomático numa dose de até 900 mg/dia também parece ser benéfica. A mexiletina pode ser eficaz, mas a sua experiência é mais limitada. Recomendamos a utilização da carbamazepina como agente de primeira linha para alívio sintomático, numa dose inicial de 400-600 mg/dia em doses divididas, com titulação até 1200 mg/dia em doses divididas, conforme tolerado. Os níveis séricos do fármaco e o hemograma completo devem ser monitorizados para minimizar a toxicidade, uma vez que a leucopenia é um efeito secundário conhecido e pode evoluir para anemia aplástica ou agranulocitose. A fenitoína ou a gabapentina são agentes de segunda linha razoáveis.A dose de fenitoína deve ser aumentada gradualmente de 200 a 300 mg/dia para uma dose máxima tolerada, e os níveis sanguíneos devem ser monitorizados para se manterem dentro do intervalo considerado terapêutico para o tratamento de convulsões. A gabapentina pode ser iniciada com 300 mg/dia (menor se a sedação for um problema), aumentando para 1.800 mg/dia ou mais em doses divididas, conforme tolerado.
Outros medicamentos têm sido utilizados com menos frequência para alívio sintomático, com sucesso variável. Estes incluem o ácido valpróico, a acetazolamida, a lamotrigina e o clonazepam. O dronabinol, um canabinóide, tem sido considerado útil ao provocar uma redução dos espasmos musculares. Presume-se que o mecanismo seja a diminuição da libertação de acetilcolina através da ativação dos canais de potássio e da inibição dos canais de cálcio. O tratamento de neoplasias malignas, se identificadas, pode ter pouco efeito positivo sobre a gravidade clínica da neuromiotonia9 , embora relatos de casos também tenham observado melhora com quimioterapia ou ressecção cirúrgica.
O tratamento com estes agentes pode não ser suficiente para controlar eficazmente os sintomas da neuromiotonia. A resposta à troca de plasma foi registada por muitos investigadores. Merchut descreveu boas respostas em doentes que receberam troca de plasma em combinação com prednisolona, 60 mg/dia, e azatioprina, 2,5 mg/kg/dia. Resultados semelhantes foram registados por outros com um regime semelhante. Os agentes orais isolados podem ser utilizados, mas são normalmente combinados com terapêutica intravenosa devido ao início de ação mais rápido. A imunoglobulina intravenosa (IVIg) tem sido considerada menos eficaz. Recomendamos a troca de plasma como tratamento imunomodulador de primeira linha. Muitas vezes, é necessário efetuar uma troca de manutenção durante semanas a meses, dependendo da resposta do doente. Se não houver resposta ou se a resposta à troca de plasma for fraca, a IgIV é uma terapêutica alternativa.
É razoável iniciar esteróides orais ou imunossupressão em simultâneo, geralmente com prednisona e azatioprina. Se não existirem contra-indicações, recomendamos que se inicie inicialmente com prednisona a 10 mg/dia, aumentando até 60 mg/dia conforme tolerado, em combinação com azatioprina 2-3 mg/kg/dia. O objetivo deve ser reduzir e descontinuar a troca de plasma (ou IVIg) e os esteróides após 4-6 meses para permitir que o doente esteja a tomar um único agente imunossupressor oral. Durante o tratamento com azatioprina, é essencial monitorizar regularmente a função hepática e o hemograma completo. A inativação da azatioprina é catalisada pela tiopurina S-metiltransferase (TPMT). Se a atividade desta enzima for baixa, os doentes tratados com azatioprina correm um risco acrescido de mielossupressão, resultando em leucopenia. O genótipo da tiopurina metiltransferase prediz a toxicidade grave da azatioprina que limita a terapêutica. A opinião dos especialistas varia quanto à necessidade de realizar o teste do fenótipo TPMT por rotina antes da administração de azatioprina, e as provas que apoiam essa abordagem são insuficientes. Devido à sua teratogenicidade, este medicamento só deve ser utilizado em mulheres com potencial para engravidar após aconselhamento alargado sobre a necessidade de utilizar meios eficazes de controlo da natalidade. O uso de outros agentes imunossupressores ainda não foi relatado na síndrome de Isaacs.
A eficácia da terapêutica é avaliada através da monitorização da resposta clínica. O eletrodiagnóstico pode ser utilizado como uma medida de resultado secundário. Na maioria dos casos, mas não em todos, as pós-descargas e os achados anormais do exame com agulha melhoram após a terapêutica sintomática ou imunomoduladora. As medições quantitativas em série dos anticorpos dos canais iónicos neuronais podem ser úteis na monitorização da progressão da doença e da resposta à imunoterapia.